# Västra Frölunda IF
Västra Frölunda IF ist ein schwedischer Sportverein aus Göteborg. Der Klub ist vor allem für seine Handball-, Fußball- und Eishockeymannschaften bekannt, die allesamt in der jeweiligen ersten schwedischen Liga spielten. Letztere, 1965 schwedischer Meister, löste sich 1984 vom Verein und machte sich als Frölunda HC selbständig.

## Geschichte
Västra Frölunda IF wurde 1930 gegründet. Gelang der Fußballmannschaft Ende der 1940er Jahre kurzzeitig der Aufstieg in die Division 3, so dauerte es doch kurze Zeit, bis der Klub überregional auf sich aufmerksam machte. 1953 konnte sich die Handballmannschaft für die Allsvenskan qualifizieren. Sechs Jahre später zog die Eishockeymannschaft nach und spielte fortan ebenfalls erstklassig.
Auch für die Fußballmannschaft von Västra Frölunda IF ging es wieder aufwärts und am Ende der Spielzeit 1962 stand der Aufstieg in die zweite Liga. Jedoch folgte mit drei Punkten Rückstand auf Halmstads BK der sofortige Wiederabstieg als Drittletzter der Tabelle. Und während die Eishockeymannschaft ihren ersten Meistertitel feierte, gelang der Fußballabteilung die Rückkehr in die Zweitklassigkeit. Allerdings folgte hier sofort die Ernüchterung, wieder wurde der Klassenerhalt hinter Varbergs BoIS verpasst.
Dem sofortigen Wiederaufstieg der Fußballer folgte beinahe der Durchmarsch in die Allsvenskan. Hinter der mit sieben Punkten enteilten Åtvidabergs FF belegte man den zweiten Platz. In der Folgezeit schaffte es der Klub, sich einige Jahre in der Zweitklassigkeit zu halten. 1971 konnte die Meisterschaft erneut nur auf einem Abstiegsplatz beendet werden. Durch einen zweiten Platz in den Aufstiegsspielen hinter IFK Kristianstad gelang dem Klub aber die sofortige Wiederkehr.
Von Anfang an spielte die Mannschaft gegen den Abstieg, der 1975 nicht mehr verhindert werden konnte. Zwar gelang in der dritten Liga erneut der sofortige Staffelsieg, in den Aufstiegsspielen scheiterte sie jedoch als Dritter hinter den Aufsteigern Mjällby AIF und IFK Ulricehamn. Anschließend spielte Västra Frölunda IF stets vorne um den Aufstieg mit, es dauerte jedoch bis 1980, ehe erneut der Staffelsieg gelang. Anschließend setzte sich die Mannschaft als Gruppenerster in den Aufstiegsspielen gegen Trelleborgs FF, Alvesta GIF und BK Astrio durch und kehrte in die zweite Liga zurück.
Dieses Mal schaffte es Västra Frölunda IF, sich in der zweiten Liga zu etablieren. 1986 gelang der Staffelsieg in der Division 2 Södraund damit der Aufstieg in die Allsvenskan. Dort konnte in der ersten Spielzeit der siebte Platz erspielt werden, die Qualifikation zur Meisterschaftsendrunde wurde nur um drei Punkte verpasst. Im zweiten Jahr fand sich der Klub im Abstiegskampf wieder. Der Klassenerhalt wurde mit einem Punkt Vorsprung auf Östers IF geschafft. 1989 wurde man jedoch mit nur drei Saisonsiegen Tabellenletzter und stieg in die Zweitklassigkeit ab.
Mit zwei Punkten Rückstand auf den Staffelsieger belegte Västra Frölunda IF hinter BK Häcken und Helsingborgs IF nur den dritten Platz und verpasste somit den direkten Wiederaufstieg. 1991 qualifizierte sich die Mannschaft als Sieger der Frühlingsserie für die Kvalsvenskan. Dort wurde sie nur Vierte und musste in den Aufstiegsspielen gegen Helsingborgs IF antreten. Nach einer 2:4-Auswärtsniederlage gelang mit einem 3:1-Erfolg wegen der Auswärtstorregel der Wiederaufstieg in die schwedische Eliteserie.
In der Allsvenskan belegte der Klub nur den vorletzten Platz und musste damit in der Kvalsvenskan antreten. Hier gelang wiederum nur der siebte Platz, so dass der Klub in die Relegation musste. Nach einer 1:2-Niederlage und einem 4:2-Erfolg gegen IFK Luleå wurde jedoch der Klassenerhalt geschafft. 1994 musste die Mannschaft erneut in der Relegation antreten, gegen Umeå FC reichte ein 2:0-Hinspielerfolg, da man sich auf fremdem Platz 0:0-Unentschieden trennte. Ein Jahr später stieg sie als Tabellenletzte wieder ab.
Im ersten Jahr in der zweiten Liga konnte nur ein Mittelfeldplatz belegt werden, 1997 gelangte die Mannschaft als Staffelsieger wieder in die erste Liga. Als Tabellenfünfter wusste Västra Frölunda IF als Aufsteiger zu überraschen. Nach einem siebten Platz in der folgenden Spielzeit verabschiedete sich der Klub zum dritten Mal aus der Eliteliga.
Västra Frölunda IF konnte 2001 nur Neunter werden. In der folgenden Spielzeit qualifizierte sich die Mannschaft als Dritter für die Relegationsspiele gegen IFK Norrköping. Nach einem 2:1-Heimerfolg und einer 1:3-Auswärtsniederlage blieben jedoch beide Klubs in ihren jeweiligen Ligen. Anschließend ging es mit dem Verein jedoch bergab und am Ende der Saison 2005 stand der Abstieg in die dritte Liga. Anfangs noch um den Wiederaufstieg spielend, rutschte der Klub zunehmend in der Tabelle ab. Die Spielzeit 2010 beendete der Klub schließlich auf einem Abstiegsplatz und stieg gemeinsam mit Torslanda IK und Ytterby IS in die vierte Liga ab, zwei Jahre später folgte der Abstieg in die Fünftklassigkeit.

## Trainer
- Torbjörn Nilsson (1997–1999)
- Stig Fredriksson (2000)

## Spieler
- Niklas Skoog (1986–1990) Jugend, (1991–1996) Spieler,
- Teddy Lučić (1993–1995)
- Mohammed Ali Khan (1993–2003) Jugend, (2004–2008) Spieler,
- Gustaf Andersson (1997–1999)
- Dime Jankulovski (1998–2000)
- John Alvbåge (2000–2002)
- George Mourad (2000–2003)